# Ennéahectogone
Un ennéahectogone[réf. nécessaire] est un polygone à 900 sommets, donc 900 côtés et 403 650 diagonales.
La somme des angles internes d'un 900-gone non croisé vaut 161 640 degrés.

## 900-gones réguliers
Un 900-gone régulier est un 900-gone dont les côtés ont même longueur et dont les angles internes ont même mesure. Il y en a 120 : 119 étoilés (notés {900/k} pour k impair de 3 à 449 sauf les multiples de 3 ou 5) et un convexe (noté {900}). C'est de ce dernier qu'il s'agit lorsqu'on dit « le 900-gone régulier ».

## Caractéristiques du 900-gone régulier
Chacun des 900 angles au centre mesure {\displaystyle {\frac {360^{\circ }}{900}}=0{,}4^{\circ }} et chaque angle interne mesure {\displaystyle {\frac {161\,640^{\circ }}{900}}=179{,}6^{\circ }}.
Si a est la longueur d'une arête :
- le périmètre vaut {\displaystyle P=900\,a} ;
- l'aire vaut {\displaystyle A=225\,a^{2}\cot \left({\frac {\pi }{900}}\right)} ;
- l'apothème vaut {\displaystyle H={\frac {2\,A}{P}}={\frac {a}{2}}\cot \left({\frac {\pi }{900}}\right)} ;
- le rayon vaut {\displaystyle R={\frac {H}{\cos \left({\tfrac {\pi }{900}}\right)}}={\frac {a}{2\sin \left({\tfrac {\pi }{900}}\right)}}}.